# Volić Veli (Viško otočje)
Volić Veli je hrid u Viškom otočju, sjeverno od grada Visa, oko 700 metara od obale otoka Visa. Oko 150 metara prema jugozapadu je manja hrid, Volić Mali
Površina hridi iznosi 1806 m2, a iz mora se uzdiže oko 2 metra.